# نظيرة الديفوسية
نظيرة الديفوسية (الاسم العلمي: Paradevosia) هي جنس من البكتيريا، سلبية الغرام، تتبع فصيلة الخيطبيات. يُعرف لها نوعٌ واحد وهو نظيرة الديفوسية الشاوغوانية (الاسم العلمي: Paradevosia shaoguanensis).